# Générest
Générest é uma comuna francesa na região administrativa de Occitânia, no departamento dos Altos Pirenéus. Estende-se por uma área de 11,83 km². Em 2010 a comuna tinha 102 habitantes (densidade: 8,6 hab./km²).